# Sigibert Hromi
Sigibert Hromi (nemško Sigibert von Köln ali Sigibert der Lahme, francosko Sigebert le Boiteux)  je bil kralj Ripuarskih Frankov, ki je v drugi polovici 5. stoletja in do svoje smrti vladal v okolici Zülpicha (latinsko Tolbiac) in Kölna, * ni znano, † okoli 509.
Po pisanju Gregorja Tourskega so ga na pobudo Klodvika I. kmalu po njegovi zmagi nad Vizigoti leta 507 ubili morilci, ki jih je najel sin Kloderik.  Kloderik je po umoru o tem  pripovedoval Klodviku in mu ponudil najbogatejše zaklade svojega podedovanega kraljestva  kot znak njunega novega zavezništva. Klodvik je poslal svoje odposlance, da bi prevzeli zaklad, potem pa so ga izdajalsko umorili. Klodvik je nato Kloderikovim podložnikom povedal, da je Kloderik umoril svojega očeta, zato je na enak način umrl tudi sam. Hkrati jim je ponudil svojo zaščito in postal njihov kralj.
Gregor omenja, da je bil Kloderik ubit na istem pohodu, na katerem je bil ubit frankovski kralj  Kararik. Klodvik je pred tem ubil tudi cambraiskega kralja Ragnaharja in njegove brate.
Po vseh teh umorih je tožil, da nima več nobenega družinskega člana, kar kaže, da so bili vsi ubiti kralji njegovi bližnji sorodniki.

## Vir
- Gregor Tourski.The History of the Franks. 2 vol. angleški prevod  O. M. Dalton. Oxford: Clarendon Press, 1967.
- Ian N. Wood. The Merovingian Kingdoms, 450–751. Longman, London/NewYork 1994, ISBN 0582493722.

| Sigibert Hromi Rojen: ni znano Umrl: okoli 509 |                                       |                     |
| Predhodnik: ni znano                           | Kralj Ripuarskih Frankov ni znano–509 | Naslednik: Kloderik |